# Zanna beieri
Zanna beieri är en insektsart som beskrevs av Victor Lallemand 1959. Zanna beieri ingår i släktet Zanna och familjen lyktstritar. Inga underarter finns listade i Catalogue of Life.